# Махровская, Александра Викторовна
Алекса́ндра Ви́кторовна Махро́вская (8 (21) декабря 1917 — 18 августа 1997 год) — архитектор, советский ученый-градостроитель, крупный специалист в области реконструкции исторической застройки и охраны уникального историко-культурного наследия, член-корреспондент Российской академии архитектуры и строительных наук (РААСН).

## Биография

### Ранние годы
Родилась 8 (21) декабря 1917 г. в Петроградской губернии, в поселке Струги-Белая, ныне — Псковская область, поселок Струги Красные. Её отец — Виктор Геннадьевич Махровский, доктор технических наук, ученый-метролог и художник — был родом из Саратова и происходил из семьи настоятеля Свято-Троицкого собора, протоиерея Геннадия Ивановича Махровского. Мать — Александра Ивановна Махровская (в девичестве — Тимофеева) — родилась в Санкт-Петербурге, окончила гимназию, поступила на Высшие коммерческие курсы, но после рождения дочери не работала.
Отец Махровской учился в Боголюбовском рисовальном училище, затем в Казанском университете и Технологическом институте в Санкт-Петербурге. Под его влиянием Александра Махровская в 1936 г., после окончания средней школы, поступила на архитектурный факультет Ленинградского института живописи, скульптуры и архитектуры (ЛИЖСА). В 1937 г. одновременно с учёбой на архитектурном факультете Махровская поступила на немецкое отделение заочного института иностранных языков.
Учёбу прервала война. Первую блокадную зиму Александра Махровская провела в осажденном Ленинграде. В июле 1942 г. она вместе с родителями и маленькой дочкой уехала в эвакуацию, и к 1943 г. оказалась в Самарканде, где находилась в период войны большая часть Института живописи, скульптуры и архитектуры имени И. Е. Репина, студенткой которого была Махровская. Там Александра Викторовна сблизилась со своим будущим мужем Виктором Ильичем Кочедамовым, впоследствии видным советским архитектором и ученым, специалистом по истории архитектуры и градостроительству Санкт-Петербурга, Сибири, Бухары и Самарканда.
Александра Махровская вспоминала этот период в своем очерке, посвященном Виктору Кочедамову, который был опубликован в сборнике «Архитекторы об архитекторах. Ленинград-Петербург. XX век»:
Моя семья приехала в Самарканд в конце 1943 года и поселилась в самом «сердце» старого города, далеко от общежития. При редких встречах с Виктором Кочедамовым я узнавала, что он увлеченно работает над диссертацией, посвященной изучению культурного наследия, архитектурно-природного  ландшафта  и  важнейшего  объекта  городской  среды  — архитектуры водоемов (хаузов). Им был собран обширный материал, сделаны многочисленные рисунки и обмеры хаузов Самарканда и Бухары, изучена краеведческая литература, работы знатоков градостроительства Средней Азии.
В Ленинград семья Махровских вернулась в 1945 г., Александра Викторовна с отличием защитила дипломный проект на тему «Дворец выставок в Ленинграде» в мастерской профессора И. И. Фомина и получила диплом архитектора-художника. Заочный институт иностранных языков Махровская тоже окончила с «красным» дипломом, получив специальность переводчика.

### Становление
Профессиональная деятельность Махровской-архитектора и градостроителя началась в Ленгипрогоре. К этому моменту в институте сформировалась градостроительная школа высокого уровня, которую представляли архитекторы В. П. Яковлев, В. А. Гайкович, Д. Д. Барагин, Н. А. Солофненко, Ю. М. Киловатов. Под их руководством Александра Махровская включилась в работу по проектированию центральной части города Петрозаводска. В 1947 г. проект, подготовленный с её участием и предусматривающий не только перестройку, но и частичное восстановление исторического центра Петрозаводска, получил вторую премию на Всесоюзном конкурсе. Ещё одним достижением Махровской стал проект центральной части Симферополя. Именно тогда, в Ленгипрогоре, проявилась склонность Махровской к анализу архитектурно-планировочной организации городов и её желание понять «язык» городского пространства.
В 1951 г. Александра Махровская поступила в аспирантуру Ленинградского филиала Академии строительства и архитектуры СССР, и в 1955 г. под руководством профессора В. А. Витмана защитила кандидатскую диссертацию «Застройка и планировка набережных Невы». После защиты продолжила работу в Ленинградском филиале академии в должности старшего научного сотрудника. Объектом её исследований стали процессы формирование современных районов и микрорайонов в крупных городах с исторической застройки. В этот период Махровской был написан и опубликован целый ряд научных статей и монографий, посвященных проблемам реконструкции исторических районов и созданию новой комфортной жилой среды. В их числе книги «Ленинград. Планировка и застройка 1947—1957 гг. (Реконструкция проспектов и набережных)», «Пригородные зоны крупных городов», «Прогрессивные приемы планировки и застройки жилых районов и микрорайонов. Градостроительство» и «Жилой район и микрорайон», написанная в соавторстве с видным советским градостроителем, автором трех Генеральных планов Ленинграда Александром Наумовым.

### Работа в ЛенНИИПградостроительства
С 1964 г. Махровская — заведующая отделом реконструкции городов научного отделения ЛенНИИПградостроительства. В 1960—1980-х гг. институт специализировался на проектировании новых городов, создаваемых на базе освоения природных ресурсов в Казахстане, Сибири и на Дальнем Востоке, и разработке нормативные документы для северных регионов страны, касающиеся расселения, планировки и застройки городов, поселков и вахтовых поселений. По этой причине научно-исследовательская деятельность отдела, возглавляемого Александрой Махровской, развивалась сразу в двух направлениях.
С одной стороны, отдел являлся ведущим подразделением по разработке республиканских строительных норм для Европейского Севера в части проектирования городских и сельских поселений и объектов гражданского и промышленного назначения. Значительное место в научно-исследовательских работах по этой теме отводилось изучению историко-архитектурного наследия малых поселений Вологодской области и Республики Коми. В частности, была разработана концепция реконструкции центрального района Сыктывкара.
В то же время отдел Махровской уделял большое внимание исследованиям градостроительных процессов в Ленинграде, а затем и Санкт-Петербурге. Должность заведующей отделом Александра Викторовна занимала более тридцати лет — до 1997 г., и лично курировала целый ряд тем и направлений, связанных с практической реконструкцией исторических районов города и охраной его культурного и архитектурного наследия.
В целом ряде трудов, в частности, в монографии 1974 г. «Реконструкция старых жилых районов крупных городов» Махровская ни раз касалась проблемы соблюдения высотного регламента и сохранения «небесной линии», которая актуальна для Санкт-Петербурга и сегодня:
Не только доминанты «первого ранга», обусловившие четкую ориентацию в городской среде, но и менее значительные архитектурные сооружения в силу их хорошей обозримости играют важную градоформирующую роль. Однако недоучет «раскрытости» архитектурного ландшафта привел в нескольких случаях к неудачному совмещению в силуэте города ряда сооружений. Например, несогласованное соседство Троицкого собора и гостиницы «Советская», размещение здания общежития повышенной этажности за площадью Ленина. Вот почему нельзя ограничиваться только установлением территориальных границ охранных зон <…>. При проектировании <высотных> сооружений за пределами зоны необходимо графоаналитическим методом проверять влияние новых объектов на силуэт панорамы застройки.
Как руководитель отдела ЛенНИИПградостроительства Махровская участвовала в разработке «Экспериментально-проектного предложения реконструкции Ленинского района в Ленинграде», «Проекта экспериментального жилого района Васильевского острова», «Проекта реконструкции Октябрьского района Ленинграда». Особое внимание Александра Викторовна уделяла реконструкции Ленинского района, так как планировала организовать там показательный квартал экспериментальной комплексной реконструкции, однако в полной мере реализовать эту идею не удалось.
В статье «Исторические зоны Санкт-Петербурга-Ленинграда» Махровская писала:
К сожалению, до сих пор нет примера реконструированного квартала, полностью удовлетворяющего требованиям посемейного расселения, комфорта быта и эстетики. Возникает реальная необходимость осуществления эксперимента комплексной реконструкции квартала как эталона будущих широкомасштабных работ. Благоустройство промышленных территорий, размещение центральных объектов и комплексная реконструкция жилых кварталов — главные ориентиры преобразования промышленно-селитебного пояса города.
На счету Махровской участие в архитектурных конкурсах по планировке центральной части Таллина, центральной части Казани и формированию центральной площади Сан-Франциско (США). Под её руководством был подготовлен и реализован целый ряд проектов, связанных с реконструкцией и расселением исторической застройки в ГДР и Венгрии.
Александра Викторовна Махровская ушла из жизни 18 августа 1997 г. В последние годы она начала работать над книгой «Морские ворота Санкт-Петербурга», в которой надеялась обобщить свои многолетние исследования проблем реконструкции и рассмотреть вопросы влияния исторической среды на архитектурно-пространственную организацию современного города. Однако монография осталась неоконченной. Похоронена Александра Махровская на Богословском кладбище в Санкт-Петербурге.

### Семья
- Супруг — Виктор Ильич Кочедамов (1912—1971), советский архитектор и историк архитектуры, специалист по истории архитектуры и градостроительству Санкт-Петербурга, Сибири, Бухары и Самарканда[4].
- Дочь — Ольга Александровна Биантовская (род. 1941 г.), художник-график, иллюстратор, плакатист, автор афиш к спектаклям Ленинградского государственного академического театра оперы и балета им. С. М. Кирова и Ленинградского государственного Малого академического театра оперы и балета[11].

## Научная и общественная деятельность
Все годы, начиная с поступления в аспирантуру в 1951 г., и в период работы в ЛенНИИПградостроительства, по 1997 г. Махровская вела научную деятельность, занимаясь исследованием фундаментальных проблем современного градостроительной отрасли. Более 20 лет она сотрудничала с Центральным научно-исследовательским и проектным института градостроительства РААСН, а с конца 1980-х гг. — ещё и с Центральным научно-исследовательским и проектным института реконструкции городов (Москва). Уделяла внимание подготовке научных кадров, оппонировала на защитах кандидатских и докторских диссертаций. По материалам её отдела четыре сотрудника ЛенНИИПградостроительства: М. М. Вланина, И. А. Неруш, И. П. Фащевская, Г. З. Каганов — успешно диссертации на соискание ученой степени кандидата архитектуры.
Многолетнюю научно-исследовательскую деятельность Махровская сочетала с общественной работой. Не была членом Коммунистической партии Советского Союза, но представляла интересы трудящихся и творческой интеллигенции в органах местной власти. В 1961—1964 избиралась депутатом Октябрьского районного Совета депутатов трудящихся, в 1967—1972 была депутатом Ленинградского городского совета. Входила в ученый совет Государственной инспекции по охране памятников, после 1991 г. — в Градостроительный совет Санкт-Петербурга, являлась одним из учредителей Санкт-Петербургской ассоциации исследователей города, руководила семинаром «Город и горожане». В 1990-е стала одним из авторов и идеологов новой «Градостроительной концепции развития Санкт-Петербурга и Петербургского региона».

### Основные научные публикации
Результаты многолетних исследований Махровской отражены её печатных трудах, она является автором более 80 публикаций, наиболее значимые из них посвящены Ленинграду и Санкт-Петербургу.

##### Монографии
1. Ленинград. Планировка и застройка 1947—1957 гг. (Реконструкция проспектов и набережных). — Л.; М.: Государственное изд-во по строительству и архитектуре, 1958.
2. Пригородные зоны крупных городов. — Л.; М.: Государственное издательство по строительству и архитектуре, 1962.
3. Прогрессивные приемы планировки и застройки жилых районов и микрорайонов. Градостроительство. (Материалы VI сессии АСиА СССР, 1961). — Л.; М.: Государственное издательство литературы по строительству и архитектуре, 1962.
4. Жилой район и микрорайон. — Л.; М.: Государственное издательство литературы по строительству и архитектуре, 1963.
5. Застройка жилого района и микрорайона. (Планировка и застройка в условиях Крайнего Севера). — Л.; М.: Государственное издательство литературы по строительству и архитектуре, 1971.
6. Планировка и застройка городов Кольского Севера. — Л.; М.: Государственное издательство литературы по строительству и архитектуре, 1972.
7. Руководство по планировке и застройке городов Кольского Севера. — Ленинград; Мурманск: ЛенНИИПградостроительства, Мурманский областной отдел по делам строительства и архитектуры, 1973.
8. Реконструкция старых жилых районов крупных городов. (На примере Ленинграда) — Л.: Л. о. Стройиздата, 1974.
9. Ленинградская система расселения. — Л.: Л. о. Стройиздата, 1977.
10. Преобразование городской среды. (Проблемы охраны и оздоровления). Оздоровление жилой среды в условиях комплексной реконструкции. (Совместное исследование СССР-ВНР). — М.: Стройиздат, 1978.
11. Оздоровление городской среды при реконструкции и обновлении жилых структур. (Совместное исследование по плану сотрудничества СССР-ГДР). — М.: Стройиздат, 1978.
12. Памятники архитектуры в структуре городов. Ленинград. — М.: Стройиздат, 1978.
13. Реконструкция старых жилых районов крупных городов. (На примере Ленинграда). — Л.: Л. о. Стройиздата, 1986.
14. Градостроительство и архитектура Европейского Севера. — Л.: Л. о. Стройиздата, передано в издательство в 1990 г.

##### Методические материалы
1. Генеральный план развития Ленинграда. — Л.: Общество «Знание» РСФСР, 1968.
2. Методические основы научных исследований реконструкции центральных районов и общественного центра Таллина. — М.: ЦНТИ по гражданскому строительству и архитектуре при Госстрое СССР, 1969.
3. Методика реконструкции жилых кварталов. — Л.: ЛенНИИПградостроительства, 1970.
4. Методические рекомендации по реконструкции городов. (Проект). СССР—НРБ. — М.: Государственное издательство литературы по строительству и архитектуре, 1971.
5. Методические рекомендации по планировке и застройке жилых районов в городах Крайнего Севера. — М.: ЦНТИ по гражданскому строительству и архитектуре при Госстрое СССР, 1980.
6. Методические рекомендации по предпроектным исследованиям условий реконструкции центральных районов Ленинграда. — Л.: ЛенНИИП градостроительства, 1980.
7. Пути развития Ленинграда. (Ленинградская система расселения). — Л.: Общество «Знание» РСФСР, 1980.
8. Методические рекомендации по реконструкции центральных районов Ленинграда. — Л.: ЛенНИИПградостроительства, 1983.
9. Центр Ленинграда. (Преобразование и охрана исторической среды). — Л.: Общество «Знание» РСФСР, 1986.

## Награды и звания
В 1983 г. за заслуги в области градостроительства Александра Махровская была награждена орденом «Знак Почета». В 1995 г. по комплексу осуществленных научных исследований Махровская была избрана членом-корреспондентом Российской академии архитектуры и строительных наук (РААСН).

## Память
В 2014 г. в рамках проекта «Сохранённая культура» вышло в свет 400-страничное издание «Александра Махровская: ученый и градостроитель. Воспоминания друзей и коллег». В него вошла официальная биография Махровской, но основной корпус текстов составили мемуары коллег и друзей архитектора. Также в книге можно найти дружеские шаржи, стихотворные адреса и даже шуточную пьесу, которую близкие друзья Махровской разыграли на одном из её юбилеев. В числе авторов: кандидат экономических наук, градостроитель, эксперт в сфере регионального туризма Тамара Чистякова (1935—2019); доктор искусствоведения, ведущий научный сотрудник НИИТИАГ Григорий Каганов; доктор архитектуры, профессор СПбГАСУ Андрей Вайтенс; кандидат искусствоведения, профессор Санкт-Петербургской академии художеств Александр Степанов, член-корреспондент Российской Метрологической академии, заведующая Метрологическим музеем Росстандарта Елена Гинак и мн. др..